# Марія Црноборі
Марія Црноборі (серб. Marija Crnobori; 1 жовтня 1918, Баньоле поблизу м. Пула, Австро-Угорщина (нині Хорватія) — 21 жовтня 2014, Белград) — сербська та югославська актриса театру і кіно, театральна діячка.

## Біографія

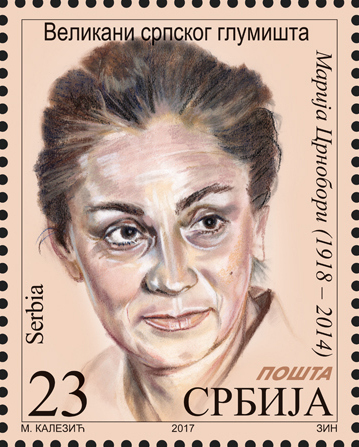
Марія Црноборі на поштовій марці Сербії, 2017 рік

У 1939—1941 роках навчалася в драматичній школі у Загребі. У 1941—1946 роках виступала на сцені Хорватського національного театру в Загребі, в 1946—1947 році — театру в м. Рієка, з 1947 року — актриса Югославського драматичного театру в Белграді.
У 1956 році була серед організаторів белградського експериментального театру «Ательє 212». Підкорила публіку своїм акторським талантом, упродовж сорока п'яти років грала вистави за творами Чехова, Шиллера, Шекспіра, Крлежа, Стріндберга, Ібсена, Сартра.
З 1948 року знімалася в кіно, з 1961 року — в телефільмах. Загалом зіграла ролі у 25 кіно- і телефільмах.

## Вибрана фільмографія
- 1948 — Софка / Sofka — Тодора
- 1949 — Розповідь про фабрику / Prica o fabrici — Марія, текстильниця
- 1951 — Останній день / Последњі дан — Емма, лікар
- 1953 — Буря / Nevjera — Ела Ледінич (озвучування — Ада Войцик)
- 1957 — У чужому краю / Туђа земља
- 1957 — Кривава сорочка / Крвава кошуља
- 1958 — Буря / Tempest — епізод
- 1966 — Громовержець і Віннету — німкеня Джоанна
- 1966 — Віннету і напівкровний Апаначі — Мине-Юта, мати Апаначі
- 1984 — Лазар / Лазар

Авторка книги спогадів «Світ дії» (1991) і «Животич» (2011), збірки творів про театр, написаних у 1952—2004 роках.

## Нагороди
- Федеральна премія СФРЮ (1949) за виконання ролі Соні в п'єсі А. П. Чехова «[Дядя Ваня]]».
- «Жовтнева нагорода», Белград, Югославія (1960)
- Премія Стерії за акторські досягнення (1968)
- Премія Марко Марулича (1971)
- Премія Маре Болот (1971)
- Премія «Сьомого липня» Соціалістичної Республіки Сербія (1976)